# 주진천 (전북특별자치도)
주진천(舟津川)은 전북특별자치도 고창군 성송면 판정리에서 발원하여, 증산제를 통과하여 전북특별자치도 고창군 심원면 용기리에서 곰소만으로 흘러들어가는 전북특별자치도의 강이다. 영산강권역 영산강 서해권 수계에 속한다. 하천의 길이는 28km이고, 유역 면적은 228.60km2이다.

## 개요

### 명칭의 유래
주진천이라는 이름은 조선 영조 36년에 편찬된 여지도에 처음 등장한다. 조선 명종 때 하서 김인후의 문하생인 변성진(卞成振)이 강의 경치에 매료돼 현재의 아산초등학교 옆 강변 호암 옆에 초당을 짓고 변호암과 함께 지냈다고 한다. 변성진의 호인  인천(仁川)도 고창 평야를 관류하는 이 강이 아산면과, 고창 평야에 자주 범람하자 강을 어질게 다스려야 한다는 뜻으로 지었다고 한다. 하천의 발원지나 그 유역이 대체로 조선 시대 무장현 지역에 속한다고 해서 무장천(茂長川)이라고도 부르거나 판교천(板橋川), 이진천(梨津川)으로도 부른다. 고창천과 합류한 이후의 구간은 특히 인천강(仁川江)이나 태천(苔川)으로 부른다. 그리고 두월천, 용산천, 선운천 등과 합류한 하류 구간을 장숙강이나 장연(長淵)으로 부르기도 한다. 지역 주민들은 선운산을 끼고 도는 계곡 일대를 풍천강이라고 부른다.

## 지류
증산제를 통과한 뒤 북쪽으로 흐르다가 선동천, 월계천, 학천천과 차례로 합류한 후 방향을 북서쪽으로 바꿔 흘러간다. 이후 좌측에서 흘러들어오는 장동천, 대산천과 합류한 뒤 방향을 북동 혹은 북서쪽으로 바꿔 흐른다.  향산리와 괴치리를 지나 낙양리 소보 마을 앞에서 평지천과 합류한다. 아산면 주진리의 주진 마을 앞에서 강남천과 합쳐져 잠시 북동쪽으로 방향을 바꿔 흐르다 하갑리의 아산교(하갑교) 아래에서 고창천과 합류한다. 계산리의 비석 마을 앞에서 두월천, 반암리의 영모정 마을 앞에서 용산천, 삼인리의 삼인교 인근에서 선운천과 각각 합류한 뒤 부안면 선운리의 구룡동 마을 앞에서 서해 곰소만으로 흘러 들어간다. 중상류 유역은 대부분 농경지, 하류 유역은 대부분 산으로 형성되어 있다.

## 수산자원

### 풍천장어
주진천이 곰소만에 유입되는 지점에서 생산되거나 잡히는 뱀장어를 풍천장어라고 부르며 최근에는 양식기술이 발달하여, 양식장에도 풍천장어를 축양하게 되었다.